# 2735 Ellen
2735 Ellen је астероид са средњом удаљеношћу од Сунца која износи 1,856 астрономских јединица (АЈ).
Апсолутна магнитуда астероида је 14,32.